# マルコム・チェイス
マルコム・チェイス（Malcolm Chace, 1875年3月12日 - 1955年7月16日）は、アメリカ・ロードアイランド州バレー・フォールズ出身の男子テニス選手。フルネームは Malcolm Greene Chace （マルコム・グリーン・チェイス）という。1890年代から1900年代の全米選手権（現在の全米オープンテニス）で活躍し、1895年の男子ダブルスでロバート・レンとペアを組んで優勝した選手である。彼は身長185cm、体重68kgほどの細身の体格で、国際テニス殿堂評伝の冒頭文では“beanpole”（豆の支柱のようにひょろ長い人）と描写されている。右利きの選手。

## 来歴
チェイスは学生時代、ブラウン大学とエール大学の2大学に通った。1893年から1895年まで、彼は「全米大学対抗テニス選手権」でシングルス・ダブルス3連覇を達成し、学生テニス選手として唯一の偉業を成し遂げたが、1893年はブラウン大学、1894年・1895年はエール大学の学生として出場した。彼の全米選手権初出場は1892年であり、2年後の1894年に男子シングルスの「チャレンジ・ラウンド」（挑戦者決定戦）準決勝まで進出したが、ウィリアム・ラーンドに 4-6, 2-6, 6-8 のストレートで敗れた。翌1895年、チェイスは男子ダブルスでロバート・レンとペアを組み、フレッド・ホビー＆クラレンス・ホバート組を 7-5, 6-1, 8-6 で破って初優勝した。しかし1896年の男子ダブルス決勝で、チェイスとレンはサム・ニール＆カー・ニール（兄弟ペアと思われる）に 3-6, 6-1, 1-6, 6-3, 1-6 で敗れ、2連覇を逃した。
全米選手権も20世紀に入り、チェイスは1900年の男子シングルスで6年ぶり2度目のベスト8に入った。ここでもラーンドが彼を阻み、チェイスは 1-6, 1-6, 6-4, 0-6 でラーンドに敗れた。彼は1892年から1911年までの間に「12度」全米選手権の男子シングルスに出場したが、自己最高成績は1894年のチャレンジ・ラウンド準決勝であった。1911年全米選手権は、宿敵のウィリアム・ラーンドが最後の男子シングルス優勝（5年連続7度目）をした大会でもあり、チェイスとラーンドは同世代のライバルとして、同じ年に全米選手権を引退したのである。
マルコム・チェイスは同世代のライバル選手たちの中では比較的長生きしたが、1955年7月16日にマサチューセッツ州ヤーマスにて80歳で死去した。没後6年目の1961年に国際テニス殿堂入りを果たしている。